# Rat-Verlegh-Stadion
Das Rat-Verlegh-Stadion (Eigenschreibweise Rat Verlegh Stadion) ist ein Fußballstadion in der niederländischen Stadt Breda. Die Anlage ist Heimspielstätte des Fußballvereins NAC Breda und bietet Platz für 19.000 Zuschauer. Es ist benannt nach dem Fußballspieler Rat Verlegh, der von 1912 bis 1931 bei NAC spielte. Nach der Eröffnung 1996 bekam es den Namen Fujifilm Stadion, im Jahr 2003 wurde der Name in MyCom Stadion geändert. Zum 1. Juli 2006 bekam das Stadion schließlich den Namen, unter dem es im Volksmund seit Jahren bekannt war: Rat-Verlegh-Stadion. Zur Eröffnung bot das Stadion Platz für 17.064 Zuschauer, wovon nach Anpassungen besonders in der ersten Saison noch 16.400 zur Verfügung stehen.

## Geschichte

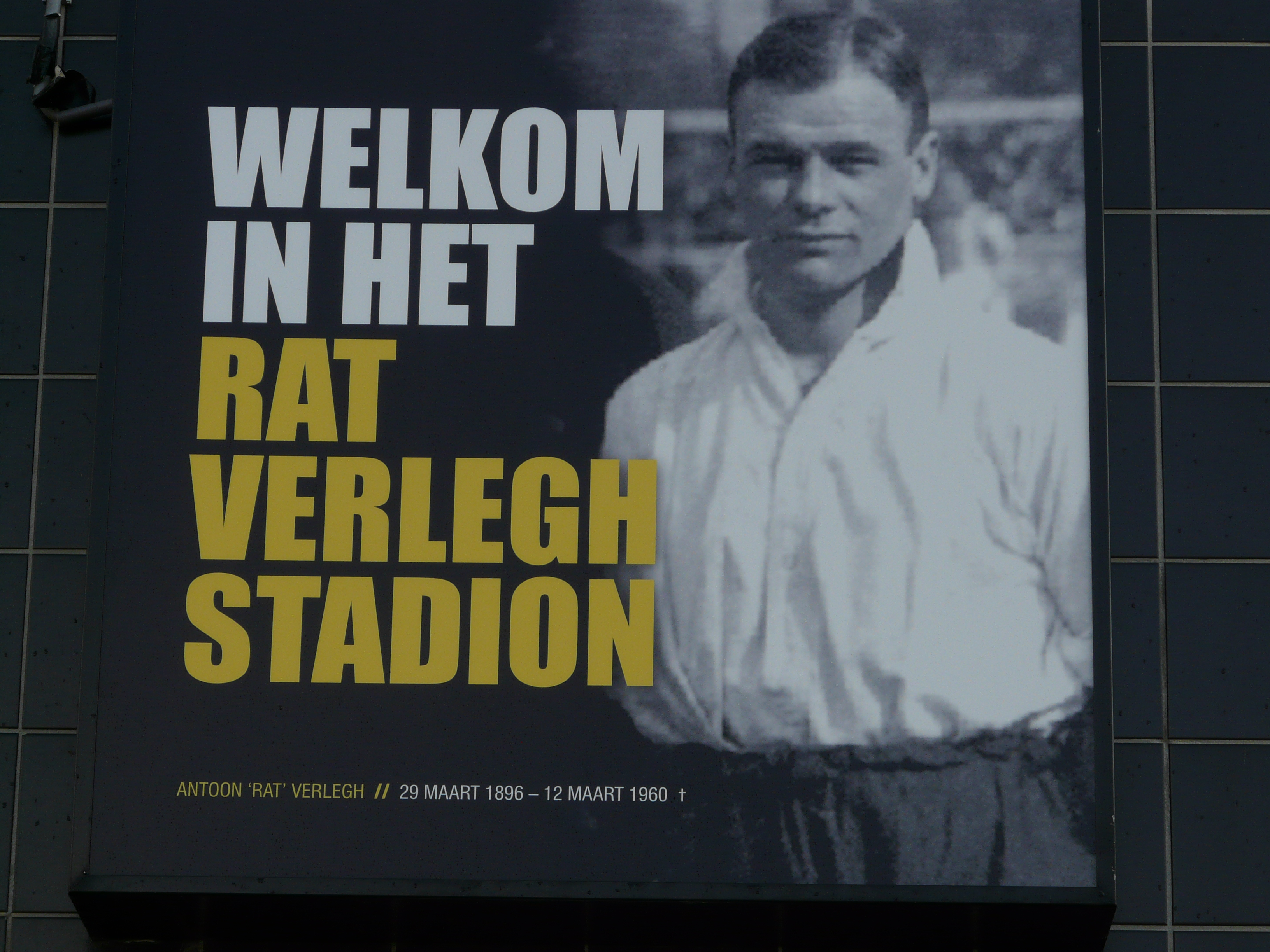
Am Eingang des Stadions

Bis August 1996 trug NAC Breda seine Heimspiele im NAC Stadion an der Beatrixstraat aus. Am 11. August 1996 wurde dann das damals 29 Millionen Gulden teure Fujifilm-Stadion eröffnet. Im Rahmen der Eröffnungsfeiern fand ein Freundschaftsspiel zwischen NAC Breda und dem SC Internacional aus Porto Alegre in Brasilien, dem späteren Gewinner der FIFA-Klub-Weltmeisterschaft 2006, statt. Das erste offizielle Spiel fand am 16. August 1996 zwischen NAC und dem FC Dordrecht statt, bei dem Stanley MacDonald das erste Tor im Fujifilm-Stadion erzielte. Neben Pokal- und Meisterschaftsspielen sowie Freundschaftsspielen fand am 12. Februar 2002 ein Länderspiel zwischen der Türkei und Ecuador im Stadion statt. Weiterhin spielte NAC Breda im UEFA Intertoto Cup gegen ES Troyes AC sowie im UEFA-Cup gegen Newcastle United. 
Am 29. Oktober 2019 wurde der Name der Spielstätte für eine Partie in Stanisław-Maczek-Stadion geändert. Dies geschah aus Dank am 75. Jahrestag der Befreiung Bredas durch die 1. Polnische Panzerdivision unter General Stanisław Maczek. NAC Breda traf in der 1. Hauptrunde des Pokals auf den FC Emmen (3:2).

## Museum
Unter Block G befindet sich das NAC-Museum, ein Museum, das Auskunft über die Geschichte von NAC Breda gibt. Es bietet eine Sammlung von Fotos, Fahnen, Trikots, Pokalen und Spielplakaten und andere Memorabilia. Das Museum kann sowohl einzeln als auch in einer Gruppe besichtigt werden.

## Ausbaupläne
Es bestehen Pläne zur Vergrößerung des Stadions, weiterhin sollen rund um das Stadion unter anderem ein Supermarkt, ein Hotel und diverse Bürogebäude entstehen. Die geplanten Kosten für das Projekt belaufen sich auf ca. 100 Millionen Euro.